# Телемеханическая система контроля бодрствования машиниста
Телемеханическая система контроля бодрствования машиниста (ТСКБМ) предназначена для непрерывного контроля работоспособности машиниста по электрическому сопротивлению кожи запястья. При определении снижения работоспособности машиниста ТСКБМ проводит проверку его бдительности.

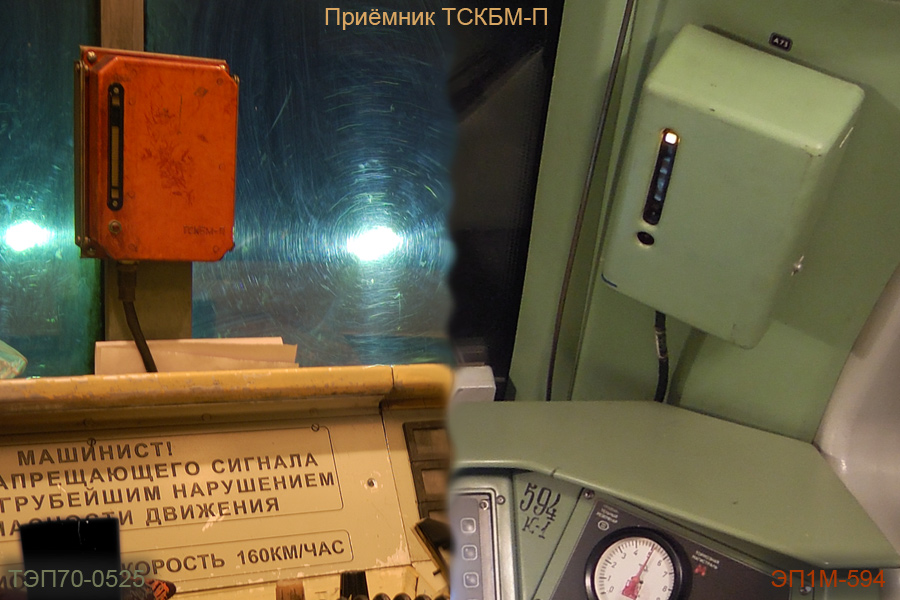
Приёмник ТСКБМ-П в кабине ТЭП70 и ЭП1М

## Устройство и работа ТСКБМ
В состав системы ТСКБМ входят:
- носимая часть (ТСКБМ-Н) — носится на запястье руки машиниста, выполнена в виде электронных часов;
- приёмник сигналов (ТСКБМ-П) — имеет индикаторы приёма, уровня работоспособности машиниста (в виде линейки светодиодов) и проверки бдительности;
- контроллер системы (ТСКБМ-К).

Несущая частота канала связи носимой части с приёмником — 1700 МГц, дальность связи — не менее 2 м. Масса носимой части с ремешком — 80 г.
ТСКБМ предназначена для работы с системами АЛСН, КЛУБ, КЛУБ-У. При включенной ТСКБМ периодическая проверка бдительности при любом показании АЛС отменяется, однократные проверки бдительности продолжают выполняться. Уровень работоспособности машиниста индицируется линией светодиодов желтого цвета. При снижении работоспособности длина светящейся части линии укорачивается. В случае, если будет определено снижение работоспособности ниже допустимого уровня, все светодиоды жёлтого цвета погаснут, загорится индикатор проверки бдительности красного цвета и будет проведена проверка бдительности машиниста. Для этого при работе с АЛСН разрывается цепь питания электромагнитного клапана автостопа (ЭПК), при работе с КЛУБ (КЛУБ-У) — подаётся сигнал о необходимости проверки бдительности в эту систему.
Для подтверждения бдительности машинист должен нажать верхнюю рукоятку бдительности РБС. Если после нажатия рукоятки бдительности уровень работоспособности машиниста не повысится, то через 6—7 секунд снова будет проведена проверка бдительности. В зависимости от версии программного обеспечения ТСКБМ, количество проверок без повышения работоспособности машиниста может быть неограничено либо ограничено время. В последнем случае, если после проведения третьей подряд проверки бдительности уровень работоспособности машиниста не восстановится, то напряжение с ЭПК будет снято без возможности восстановления нажатием РБС и поезд будет остановлен автостопным торможением.